# Monroe (Washington)
Monroe é uma cidade localizada no estado norte-americano de Washington, no Condado de Snohomish.

## Demografia
Segundo o censo norte-americano de 2000, a sua população era de 13.795 habitantes.
Em 2006, foi estimada uma população de 16.152, um aumento de 2357 (17.1%).

## Geografia
De acordo com o United States Census Bureau tem uma área de
15,1 km², dos quais 15,0 km² cobertos por terra e 0,1 km² cobertos por água. Monroe localiza-se a aproximadamente 18 m acima do nível do mar.

## Localidades na vizinhança
O diagrama seguinte representa as localidades num raio de 12 km ao redor de Monroe.